# Ödön von Horváth
Ödön von Horváth (Sušak, 9. prosinca 1901. – Pariz, 1. lipnja 1938.), austrijski književnik.
Studirao je u Münchenu, a djelovao u Beču, Berlinu i Parizu, gdje je poginuo nesretnim slučajem. Bio je dramatičar i pripovjedač s izrazitom socijalno-kritičkom tendencijom, osobito o fenomenu diktatorskog režima. 